# Miacis
Miacis är ett numera utdött släkte av djur som fanns för ca 65–42 miljoner år sedan. Detta djur påminner till utseendet om en vessla och är förfader till senare rovdjur som vargar, björnar, grävlingar och vesslor. Miacis var troligtvis allätare, upp till 30 cm lång, femtåig, hade 44 tänder och tillhör familjen Miacider.
Fossil av släktet hittades i Nordamerika, på Iberiska halvön, i Kazakstan, Kina och Thailand. Ungefär 15 arter är beskrivna.
Antagligen klättrade dessa djur i träd och de vilade troligtvis i underjordiska bon. Från släktet Miacis utvecklades släktet Cynodictis.
Troligtvis delas släktet på grund av stora skillnader mellan medlemmarna i framtiden upp i flera släkten så att endast typarten Miacis parvivorus blir kvar.